# غريغ فيلا
غريغ فيلا (بالإنجليزية: Greg Villa)‏ (15 ديسمبر 1956 في الولايات المتحدة - ) هو لاعب كرة قدم أمريكي في مركز الهجوم. شارك مع منتخب الولايات المتحدة لكرة القدم. أما مع النوادي، فقد لعب مع تيم أمريكا ‏ ومنيسوتا كيكس ‏ وتلسا رافنكس وكنساس سيتي كومتس ‏ وفورت لودردايل سترايكرز وسَانت لويس ستيمرز ‏.

## وصلات خارجية
- غريغ فيلا على موقع قاعدة بيانات كرة القدم.إي يو (الإنجليزية)
- غريغ فيلا على موقع ناشيونال فوتبول تيمز (الإنجليزية)